# 摩洛哥護照
摩洛哥護照是摩洛哥簽發給其公民用於國外旅行的证件。除證明摩洛哥公民身份外，它還可以方便持照人海外向摩洛哥外交代表機構求助。自2009年12月15日起，任何申請者均可獲簽生物特徵護照。

## 格式與外觀

### 顏色
- 普通護照封面為綠色。
- 外交護照封面為紅色。

### 封面
封面頂部印有阿拉伯语‎、法语和英语（國名“摩洛哥王國”），中間是摩洛哥國徽，下方印有阿拉伯语‎、法语和英语（護照），最底部有生物特徵護照的標誌。

## 申請方式
現在摩洛哥公民可在任何時間、任何地點申請護照。採用了新註冊系統的门户网站可以指導申請者整個操作流程，準備齊身份證明材料後，申請者可在線填表、打印並親自提交給相關部門，護照和臨時護照的申請表亦可打印後手工填寫。接受的照片格式在PDF文件中說明，便捷跟蹤功能則可幫助申請者實時瞭解各個處理階段。

## 簽證要求
根据2025年1月8日发布的亨利护照指数，摩洛哥护照可免签证、落地签证或电子签证入境73个国家和地区，位居世界第69，与坦桑尼亚护照并列。

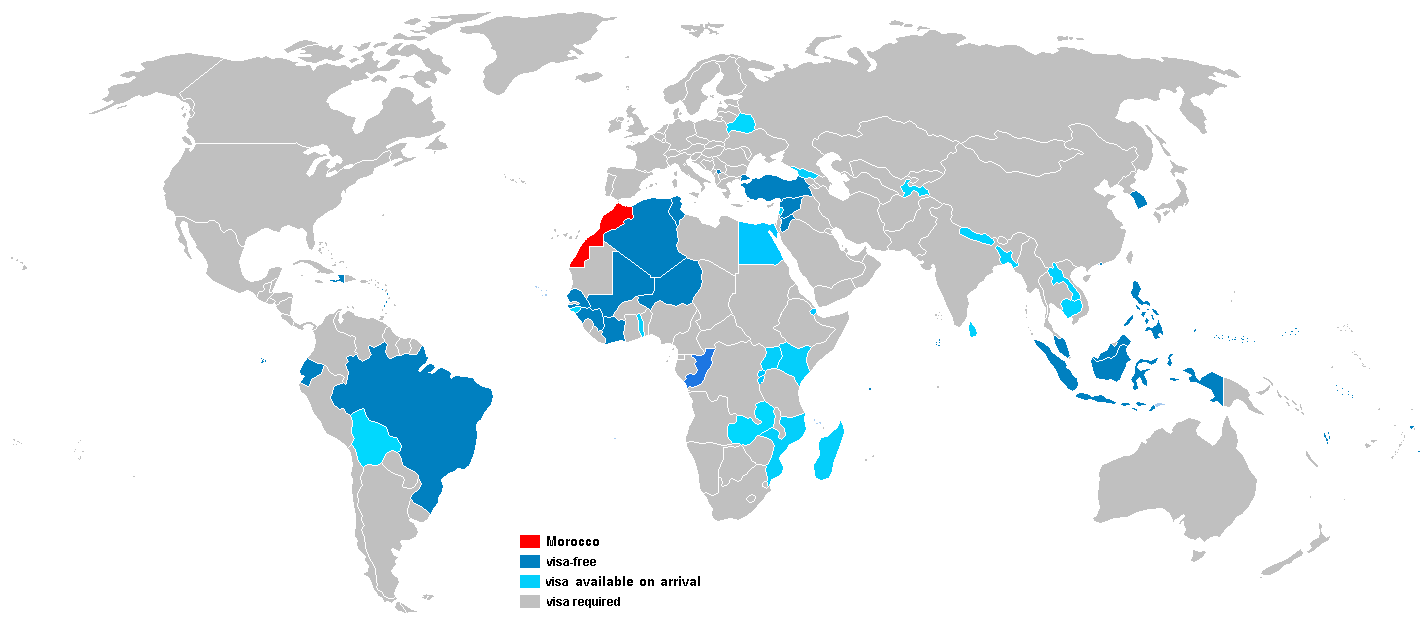
摩洛哥公民簽證要求